# Theodor Wilhelm Lesse
Theodor Wilhelm Lesse (* 5. Dezember 1827 in Danzig; † 17. Juli 1904 in Berlin) war ein Jurist und Reichstagsabgeordneter.

## Leben
Theodor Wilhelm Lesse wurde als Sohn des Kommerzien- und Admiralitätsrates Daniel Gottfried Lesse und der Pauline Platzmann geboren. Er studierte Rechtswissenschaften an den Universitäten Heidelberg und Berlin, von 1856 bis 1869 war er Richter, danach Rechtsanwalt. Von 1866 bis 1870 war er Mitglied des Preußischen Abgeordnetenhauses und von 1867 bis 1871 Mitglied des Reichstags des Norddeutschen Bundes für den Wahlkreis Regierungsbezirk Bromberg 2 (Wirsitz-Bromberg).
Von 1871 bis 1874 war Lesse Mitglied des Deutschen Reichstags für die Nationalliberale Partei und den Reichstagswahlkreis Regierungsbezirk Danzig 3 (Stadt Danzig). Er war 1880 Mitglied des fünfköpfigen Exekutivkomitees der Liberalen Vereinigung, dem außer ihm die Abgeordneten Heinrich Rickert und Gustav Lipke sowie die Nichtparlamentarier Friedrich Kapp und Albert Gröning angehörten.
Theodor Wilhelm Lesse starb am 17. Juli 1904 im Alter von 76 Jahren in Berlin. Die Beisetzung erfolgte am 21. April 1904 auf dem Alten Friedhof der St.-Marien- und St.-Nikolai-Gemeinde an der Prenzlauer Allee.